# Comuna de Połaniec
Połaniec (polaco: Gmina Połaniec) é uma gminy (comuna) na Polónia, na voivodia de Santa Cruz e no condado de Staszowski. A sede do condado é a cidade de Połaniec.
De acordo com os censos de 2004, a comuna tem 11 979 habitantes, com uma densidade 159,9 hab/km².

## Área
Estende-se por uma área de 74,92 km², incluindo:
- área agricola: 62%
- área florestal: 19%

## Demografia
Dados de 30 de Junho 2004:
|                      | Total   | Total | Mulheres | Mulheres | Homens  | Homens |
| -------------------- | ------- | ----- | -------- | -------- | ------- | ------ |
|                      | pessoas | %     | pessoas  | %        | pessoas | %      |
| População            | 11 979  | 100   | 5999     | 50,1     | 5980    | 49,9   |
| Densidade (pop./km²) | 159,9   | 100   | 80,1     | 80,1     | 79,8    | 79,8   |

De acordo com dados de 2005, o rendimento médio per capita ascendia a 2677,84 zł.

## Comunas vizinhas
- Borowa, Łubnice, Osiek, Rytwiany